# Chongor
Chongor (mongoliska:Хонгор) är ett distrikt i Mongoliet.   Det ligger i provinsen Darchan-Uul, i den centrala delen av landet, 180 km norr om huvudstaden Ulaanbaatar.